# Deborah Scanzio
Deborah Scanzio (Faido, 25 december 1986) is een Zwitsers-Italiaanse freestyleskiester. Ze vertegenwoordigde Italië op de Olympische Winterspelen 2006 in Turijn, op de Olympische Winterspelen 2010 in Vancouver en op de Olympische Winterspelen 2014 in Sotsji. Sinds de herfst van 2014 komt ze in wedstrijden uit voor Zwitserland. Ze vertegenwoordigde Zwitserland op de Olympische Winterspelen 2018 in Pyeongchang.

## Carrière
Scanzio maakte haar wereldbekerdebuut in december 2002 in Tignes. Een jaar later scoorde ze in Ruka haar eerste wereldbekerpunten. In februari 2005 behaalde Scanzio in Voss haar eerste toptienklassering in een wereldbekerwedstrijd. Op de wereldkampioenschappen freestyleskiën 2005 in Ruka eindigde ze als als twaalfde op het onderdeel moguls en als zeventiende op het onderdeel dual moguls. Tijdens de Olympische Winterspelen van 2006 in Turijn eindigde Scanzio als negende op het onderdeel moguls.
In februari 2007 stond ze in La Plagne voor de eerste maal in haar carrière op het podium van een wereldbekerwedstrijd. In Madonna di Campiglio nam Scanzio deel aan de wereldkampioenschappen freestyleskiën 2007. Op dit toernooi veroverde ze de bronzen medaille op het onderdeel moguls en eindigde ze als elfde op het onderdeel dual moguls. Op de wereldkampioenschappen freestyleskiën 2009 in Inawashiro eindigde ze als twaalfde op het onderdeel moguls en als veertiende op het onderdeel dual moguls. Tijdens de Olympische Winterspelen van 2010 in Vancouver eindigde Scanzio als tiende op het onderdeel moguls.
In Deer Valley nam ze deel aan de wereldkampioenschappen freestyleskiën 2011. Op dit toernooi eindigde ze als zestiende op zowel het onderdeel moguls als het onderdeel dual moguls. Op de wereldkampioenschappen freestyleskiën 2013 in Voss eindigde Scanzio als vijftiende op het onderdeel moguls en als 21e op het onderdeel dual moguls. Tijdens de Olympische Winterspelen van 2014 in Sotsji eindigde ze als elfde op het onderdeel moguls.
In de herfst van 2014 wisselde Scanzio Italië in voor haar geboorteland Zwitserland. In Kreischberg nam ze deel aan de wereldkampioenschappen freestyleskiën 2015. Op dit toernooi eindigde ze als zevende op het onderdeel moguls en als negentiende op het onderdeel dual moguls. Op 28 februari 2016 boekte Scanzio in Tazawako haar eerste wereldbekerzege. Op de wereldkampioenschappen freestyleskiën 2017 in de Spaanse Sierra Nevada eindigde ze als zesde op het onderdeel dual moguls en als achtste op het onderdeel moguls. Tijdens de Olympische Winterspelen van 2018 in Pyeongchang eindigde Scanzio als 21e op het onderdeel moguls.

## Resultaten

### Olympische Spelen
| Jaar | Plaats      | Resultaten |
| ---- | ----------- | ---------- |
| 2006 | Turijn      | 9e Moguls  |
| 2010 | Vancouver   | 10e Moguls |
| 2014 | Sotsji      | 11e Moguls |
| 2018 | Pyeongchang | 21e Moguls |

### Wereldkampioenschappen
| Jaar | Plaats               | Resultaten                 |
| ---- | -------------------- | -------------------------- |
| 2005 | Ruka                 | 17e Dual Moguls 12e Moguls |
| 2007 | Madonna di Campiglio | 11e Dual Moguls · Moguls   |
| 2009 | Inawashiro           | 14e Dual Moguls 12e Moguls |
| 2011 | Deer Valley          | 16e Dual Moguls 16e Moguls |
| 2013 | Voss                 | 21e Dual Moguls 15e Moguls |
| 2015 | Kreischberg          | 19e Dual Moguls 7e Moguls  |
| 2017 | Sierra Nevada        | 6e Dual Moguls 8e Moguls   |

### Wereldbeker
Eindklasseringen
| Seizoen   | Algm | MO  |
| --------- | ---- | --- |
| 2003/2004 | 88e  | 28e |
| 2004/2005 | 74e  | 25e |
| 2005/2006 | 96e  | 30e |
| 2006/2007 | 45e  | 18e |
| 2007/2008 | 26e  | 9e  |
| 2008/2009 | 62e  | 17e |
| 2009/2010 | 30e  | 10e |
| 2010/2011 | 44e  | 12e |
| 2011/2012 | 140e | 33e |
| 2012/2013 | 172e | 32e |
| 2013/2014 | 54e  | 10e |
| 2014/2015 | 25e  | 7e  |
| 2015/2016 | 37e  | 9e  |
| 2016/2017 | 86e  | 21e |
| 2017/2018 | 167e | 33e |

Wereldbekerzeges
| Datum            | Plaats   | Onderdeel   |
| ---------------- | -------- | ----------- |
| 28 februari 2016 | Tazawako | Dual Moguls |